# PAC611
PAC611 ist die Bezeichnung für den CPU-Sockel und das Package der 2. Generation von Intels 64-Bit-Prozessor Itanium dem Itanium 2. Der Sockel enthält neben den üblichen Pins für das Prozessor-Die zusätzliche Kontaktflächen für die Stromversorgung.
Typische Chipsätze für PAC611 Mainboards waren:
- IBM Summit
- Hewlett-Packard ZX1/SX1000/SX2000
- Intel 460GX/E8870